# Championnat de république démocratique du Congo de football 2016-2017
Navigation
Saison précédente Saison suivante
La saison 2016-2017 du Championnat de république démocratique du Congo de football est la soixantième édition de la première division en république démocratique du Congo, la Ligue Nationale de Football. La compétition rassemble les meilleures formations du pays.
La première phase régionale comporte trois poules :
- Zone de développement Ouest : 10 clubs, 3 qualifiés pour la poule finale et 3 relégués
- Zone de développement Est : 8 clubs, 2 qualifiés pour la poule finale et 3 relégués
- Zone de développement Centre-Sud : 10 clubs, 3 qualifiés pour la poule finale et 2 relégués

La poule finale se joue entre les 8 clubs qualifiés, qui se rencontrent en matchs aller-retour.
C'est le tenant du titre, le club du Tout Puissant Mazembe qui est à nouveau sacré cette saison après avoir terminé en tête de la poule pour le titre, avec trois points d'avance sur l'AS Vita Club et six sur le SM Sanga Balende. Il s'agit du seizième titre de champion de république démocratique du Congo de l'histoire du club.

## Les clubs participants
Zone de développement Centre-Sud
- Atletico Club Dibumba - Promu de D2
- Cercle sportif Don Bosco de Lubumbashi
- JS Groupe Bazano
- Lubumbashi Sport
- Association Sportive New Soger
- Football Club Océan Pacifique
- Football Club Saint Éloi Lupopo
- SM Sanga Balende
- Tout Puissant Mazembe
- FC Simba Kamikaze - Promu de D2

Zone de développement Est
- AC Capaco
- Association sportive des Dauphins noirs
- Cercle sportif Makiso
- Olympic Club de Bukavu Dawa - Promu de D2
- Olympic Club Muungano
- AS Nika Kasongo - Promu de D2
- Atletic Club Nkoy Bilombe
- Daring Club Virunga - Promu de D2

Zone de développement Ouest
- AS Dragons
- RC Kinshasa
- MK Étanchéité
- DCMP Imana
- FC Renaissance du Congo - Promu de D2
- Association sportive Rojolu
- Sharks XI FC
- Association sportive Veti Club - Promu de D2
- Association sportive Vitoria Club
- AS Ndombe - Promu de D2

## Compétition
Le barème utilisé pour le classement est le suivant :
- Victoire : 3 points
- Match nul : 1 point
- Défaite, abandon ou forfait : 0 point

### Première phase
,,
| Rang | Équipe              | Pts | J  | G  | N | P  | Bp | Bc | Diff |
| ---- | ------------------- | --- | -- | -- | - | -- | -- | -- | ---- |
| 1    | TP MazembeT         | 45  | 18 | 14 | 3 | 1  | 38 | 3  | +35  |
| 2    | SM Sanga Balende    | 42  | 18 | 13 | 3 | 2  | 31 | 8  | +23  |
| 3    | CS Don Bosco        | 37  | 18 | 11 | 4 | 3  | 27 | 13 | +14  |
| 4    | St Eloi LupopoC     | 25  | 18 | 7  | 4 | 7  | 18 | 18 | 0    |
| 5    | Lubumbashi Sport    | 21  | 18 | 5  | 6 | 7  | 13 | 19 | -6   |
| 6    | AC DibumbaP         | 20  | 18 | 5  | 5 | 8  | 14 | 25 | -11  |
| 7    | JS Groupe Bazano    | 20  | 18 | 6  | 2 | 10 | 10 | 21 | -11  |
| 8    | FC Océan PacifiqueP | 19  | 18 | 5  | 4 | 9  | 17 | 28 | -11  |
| 9    | FC Simba KamikazeP  | 17  | 18 | 4  | 5 | 9  | 17 | 24 | -7   |
| 10   | New SogerP          | 5   | 18 | 1  | 2 | 15 | 8  | 34 | -26  |

| Rang | Équipe               | Pts | J  | G | N | P | Bp | Bc | Diff |
| ---- | -------------------- | --- | -- | - | - | - | -- | -- | ---- |
| 1    | OC Bukavu DawaP      | 20  | 10 | 5 | 5 | 0 | 12 | 7  | +5   |
| 2    | OC Muungano          | 20  | 10 | 6 | 2 | 2 | 12 | 3  | +9   |
| 3    | AS Dauphins Noirs    | 20  | 10 | 6 | 2 | 2 | 12 | 6  | +6   |
| 4    | Daring Club VirungaP | 10  | 10 | 2 | 4 | 4 | 7  | 13 | -6   |
| 5    | AC Nkoyi Bilombe     | 7   | 10 | 2 | 1 | 7 | 9  | 14 | -5   |
| 6    | CS Makiso            | 6   | 10 | 2 | 0 | 8 | 8  | 17 | -9   |
| 7    | AC Capaco            |     |    |   |   |   |    |    |      |
| 8    | AS Nika KasongoP     |     |    |   |   |   |    |    |      |

| Rang | Équipe                   | Pts | J  | G  | N | P  | Bp | Bc | Diff |
| ---- | ------------------------ | --- | -- | -- | - | -- | -- | -- | ---- |
| 1    | AS Vita Club             | 43  | 18 | 13 | 4 | 1  | 37 | 9  | +28  |
| 2    | DC Motema Pembe          | 41  | 18 | 12 | 5 | 1  | 37 | 9  | +28  |
| 3    | FC Renaissance du CongoP | 32  | 18 | 9  | 5 | 4  | 30 | 14 | +16  |
| 4    | RC Kinshasa              | 29  | 18 | 9  | 2 | 7  | 29 | 25 | +4   |
| 5    | AS Dragons Bilima        | 26  | 18 | 8  | 2 | 8  | 18 | 20 | -2   |
| 6    | Sharks XI FC             | 25  | 18 | 7  | 4 | 7  | 21 | 17 | +4   |
| 7    | FC MK Etanchéité         | 23  | 18 | 6  | 5 | 7  | 19 | 23 | -4   |
| 8    | AS Veti ClubP            | 19  | 18 | 4  | 7 | 7  | 11 | 23 | -12  |
| 9    | AS Rojolu                | 9   | 18 | 2  | 3 | 13 | 12 | 28 | -16  |
| 10   | AS NdombeP               | 4   | 18 | 1  | 1 | 16 | 12 | 58 | -46  |

|  | Qualification pour la seconde phase |
|  | Relégation en deuxième division     |

### Seconde phase
| Rang | Équipe                   | Pts | J  | G  | N | P | Bp | Bc | Diff |
| ---- | ------------------------ | --- | -- | -- | - | - | -- | -- | ---- |
| 1    | TP MazembeT              | 33  | 14 | 10 | 3 | 1 | 27 | 8  | +19  |
| 2    | AS Vita Club             | 30  | 14 | 9  | 3 | 2 | 20 | 7  | +13  |
| 3    | DC Motema Pembe          | 27  | 14 | 8  | 3 | 3 | 27 | 12 | +15  |
| 4    | CS Don Bosco             | 18  | 14 | 5  | 3 | 6 | 23 | 19 | +4   |
| 5    | SM Sanga Balende         | 18  | 14 | 5  | 3 | 6 | 13 | 17 | -4   |
| 6    | OC Muungano              | 8   | 14 | 1  | 5 | 8 | 3  | 21 | -18  |
| 7    | OC Bukavu DawaP          | 5   | 14 | 0  | 5 | 9 | 5  | 23 | -18  |
| 8    | FC Renaissance du CongoP | 15  | 14 | 4  | 3 | 7 | 13 | 24 | -11  |

|  | Qualification pour la Ligue des champions de la CAF 2018 |
|  | Qualification pour la Coupe de la confédération 2018     |
|  | T : Tenant du titre P : Club promu de D2                 |

## Meilleurs buteurs
Le tableau suivant liste les joueurs selon le classement des buteurs :
| Rang | Joueur           | Club            | Buts |
| ---- | ---------------- | --------------- | ---- |
| 1    | Ben Malango      | TP Mazembe      | 18   |
| 2    | Ricky Tulenge,   | DC Motema Pembe | 17   |
| 3    | Tady Etekiama    | AS Vita Club    | 16   |
| 4    | Jean-Marc Makusu | DC Motema Pembe | 15   |

## Ligue 1 Awards
Au mois d'octobre, il y a eu la lecteur du rapport technique de la saison.
| Meilleur joueur | Meilleur gardien | Meilleur défenseur | Meilleur entraîneur     | Meilleur milieu | Meilleur buteur     | Joueur révélation de la saison | Meilleur arbitre             | Meilleure équipe | Équipe révélation de la saison | Équipe fair-play | Lifetime achievement | Meilleur sponsor |
| --------------- | ---------------- | ------------------ | ----------------------- | --------------- | ------------------- | ------------------------------ | ---------------------------- | ---------------- | ------------------------------ | ---------------- | -------------------- | ---------------- |
| Ricky Tulenge   | Nelson Lukong    |                    | Pamphile Mihayo Kazembe |                 | Ben Malango 18 buts | Chadrack Muzungu               | Jean-Pierre Kabangu (LIFKOR) | TP Mazembe       | AC Dibumba                     |                  |                      |                  |

## Bilan de la saison
| Championnat de république démocratique du Congo de football 2016-2017                        | |
| Champion                                                                                     | TP Mazembe (16e titre) |
| Coupes et trophées                                                                           | |
| Vainqueur de la Coupe de république démocratique du Congo 2016-2017                          | AS Maniema Union (D2) |
| Qualifications continentales                                                                 | |
| Ligue des champions de la CAF 2018                                                           | TP Mazembe |
| Ligue des champions de la CAF 2018                                                           | AS Vita Club |
| Coupe de la confédération 2018                                                               | DC Motema Pembe |
| Coupe de la confédération 2018                                                               | AS Maniema Union |
| Promotions et relégations                                                                    | |
| Promus en Linafoot                                                                           | AS Maniema Union AC Rangers Kinshasa TP Molunge FC Nord Sport FC Mont Bleu FC Etoile du Kivu Ecofoot Katumbi US Tshinkunku |
| Relégués en Championnat de république démocratique du Congo de football de deuxième division | FC Simba Kamikaze AS New Soger AS Veti Club AS Rojolu AS Ndombe AS Capaco AS Nika Kasongo AC Nkoy Bilombe                  |